# Pol·len Edicions
Pol·len Edicions es una cooperativa editorial española especializada en pensamiento crítico y ecoedición. Edita en catalán y español. Nacida en Barcelona de la mano de Aida Iglesias de Prada, Mar Carrera Vendrell y Jordi Panyella Carbonell, toma el nombre metafórico de la polinización, como actividad constructiva de las abejas respeto el medio que les rodea, lo que la editorial nombra como "polinización social". 
Forma parte de la Federación de Cooperativas de Trabajo de Cataluña (FCTC), de la Red de Economía Solidaria de Catalunya (XES), de Cultura Cooperativa ,  el Ecosistema crítico del libro y el Institut de l'Ecoedició.  
Entre sus colecciones se puede encontrar una de ciencias sociales, feminismos, ecología, fotoperiodismo, cómic, literatura infantil.
Ha editado libros inéditos en catalán como, por ejemplo, Yo no soy de aquí o Somos moros en la niebla? (ganador del premio Euskadi de ensayo de 2011) del escritor vasco Joseba Sarrionandia. y tiene ya una larga trayectoria traduciendo obras del eusquera al catalán, de otros autores como: Mari Luz Esteban, Fermin Muguruza, Uxue Alberdi, entre otros.
Desde 2013 publica al escritor Gustavo Duch (coordinador de la revista Soberanía Alimentaria, Biodiversidad y Culturas). Otras autorías destacables en su fondo editorial son: Virginie Despentes (Bye Bye blondie) , Roberto Casati (L'elogi del paper), Elisenda Pascual, Marta Busquets, Santiago Alba Rico, entre otros.
En 2022 ha iniciado la primera colección infantil en catalán "Som-hi totis" que muestra personajes explícitamente no binarios, escrita por Bel Olid y con la participación de diferentes ilustradoras. 
También edita títulos y colecciones de entidades y colectivos como la propia Red de Economía Solidaria, Gatamaula, Crític, SOS Racismo Cataluña, el Grupo de Periodistas Ramon Barnils, el Instituto Catalán de Antropología, Fil a l'agulla, entre otros. Entre el 2014 y el 2020 gestionó el Espai Contrabandos, una librería para  la promoción y difusión del pensamiento político y la edición independiente.